# Port lotniczy Navrongo
Port lotniczy Navrongo – port lotniczy zlokalizowany w ghańskim mieście Navrongo. Obsługuje połączenia lotnicze ze stolicą – Akrą.